# Banda presidencial
La banda presidencial es una banda de tela, habitualmente con los colores de la enseña nacional, llevada por numerosos jefes de Estados del mundo. En general se utilizan en América Latina, Europa y África.

## Simbología
La banda es un símbolo de la autoridad y continuidad presidencial, y solo es utilizada por el presidente en el cargo. Cuando el presidente termina su mandato, le entrega la banda presidencial a su sucesor como parte de la ceremonia de cambio de mando. En Latinoamérica, la usan los presidentes de todas las repúblicas, en especial en sus retratos oficiales.

## Origen

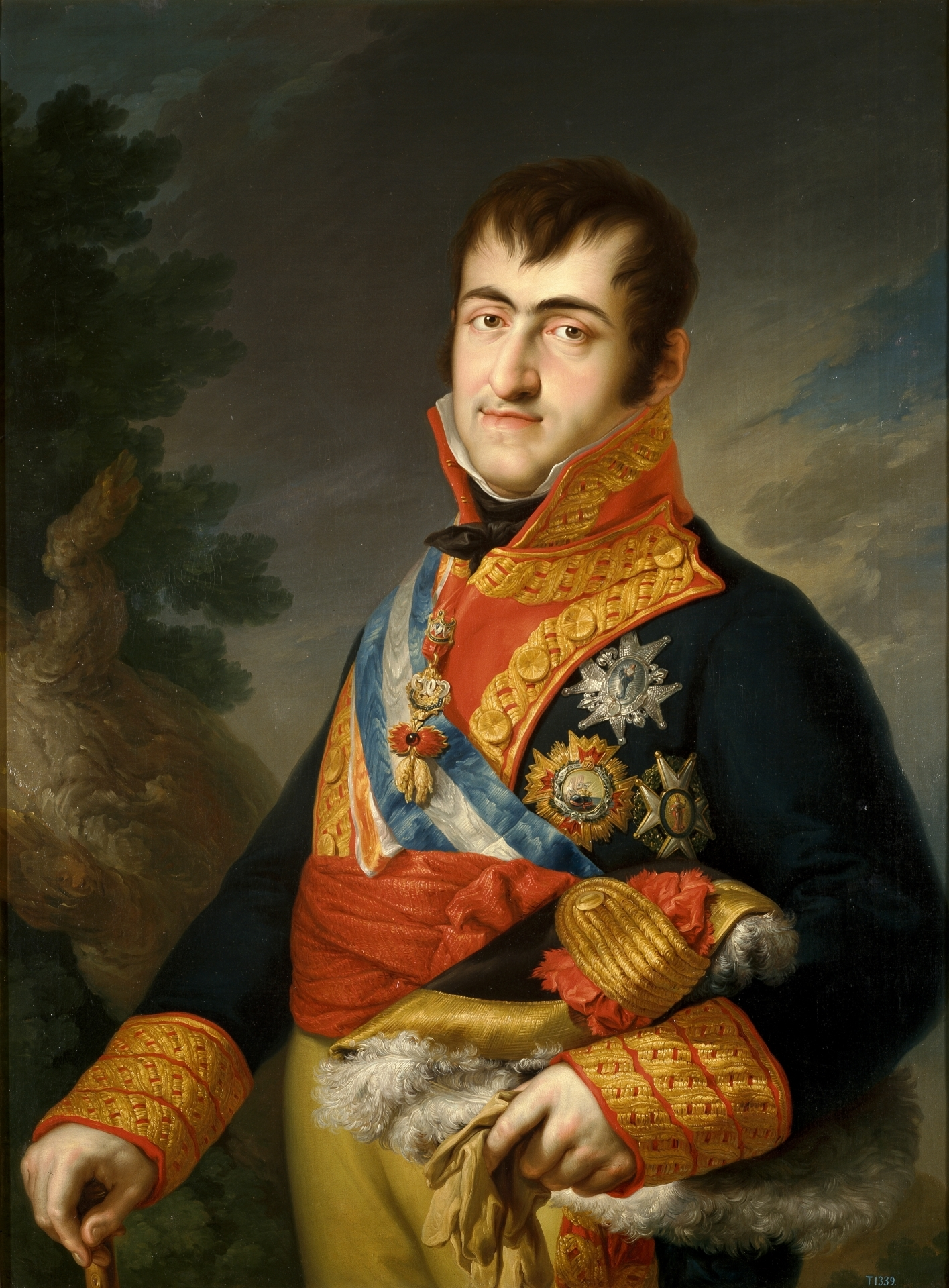
El rey Fernando VII de España en 1815.

Es posible que el origen de las bandas sean las que lucían los gobernadores españoles como parte de sus condecoraciones, que eran de color blanco y azul, como es el caso de la banda bicolor de la Orden de Carlos III que lucían virreyes y presidentes de las reales audiencias españolas. Las bandas españolas medían solamente 10 centímetros de ancho. Otros países podrían haber heredado las bandas de diversos países europeos.

## Uso en  el mundo

### Latinoamérica
En Latinoamérica, la mayoría de presidentes de las nuevas repúblicas adoptaron bandas presidenciales como símbolo distintivo de la representación nacional en su calidad de jefe de Estado. Generalmente las bandas presidenciales son coloridas, con tonos que asemejen a la bandera nacional. Suelen apoyarse en el hombro derecho. El escudo nacional también suele ser incluido en el diseño. Terminan con un lazo o nudo en el extremo opuesto. La banda presidencial, que contiene los colores nacionales de sus respectivos países, suele ser usada por los presidentes en las ceremonias oficiales, como la investidura presidencial o los desfiles militares.
Los gobernantes de facto de Latinoamérica también han usado bandas presidenciales. Uno de los casos emblemáticos, donde el Escudo de Chile fue incluido, fue el dictador Augusto Pinochet entre 1974 y 1990 (siguiendo el modelo del también dictador militar Carlos Ibáñez del Campo, quien incluyó por primera vez el Escudo Nacional en su banda presidencial). El dictador militar de Ecuador, general Guillermo Rodríguez Lara, al adoptar el título de presidente de la República en 1972, usó una banda con la bandera nacional, pero sin el lema presidencial. 

#### Brasil
La banda presidencial de Brasil fue creada en 1910 bajo la presidencia de Hermes da Fonseca. 

#### Chile
En Chile, la banda presidencial fue instaurada por Bernardo O'Higgins, luego dejó de ser ocupada y se usó nuevamente en 1831 con el gobierno conservador de José Joaquín Prieto. Después de esto se fue ocupando la misma banda presidente por presidente hasta que en 1915, a consecuencia de las diferencias de altura entre el saliente Ramón Barros Luco y el electo Juan Luis Sanfuentes, se debió diseñar una nueva banda. Desde esa fecha, cada presidente ha tenido su propia banda presidencial, la cual se utiliza solo en ceremonias oficiales. La banda presidencial es puesta por la segunda autoridad constitucional en la línea de sucesión presidencial y suele ser usada en ceremonias oficiales, como el Mensaje presidencial del 21 de mayo y las Fiestas Patrias. Sin embargo, la banda presidencial no constituye el símbolo de transmisión del mando, ya que éste recae en la Piocha de O'Higgins que debe ser sujetada al extremo de la banda.

#### Colombia
En Colombia, se usa el tricolor que contiene los colores de la bandera nacional. En el Centro se ubica el escudo, primero se usó con un borde rojo y en un fondo blanco que indicaba «República de Colombia», luego se puso el escudo presidencial de Colombia. La usa únicamente el presidente de Colombia, en su juramentación y en sus retratos oficiales.

#### Costa Rica
La banda presidencial de Costa Rica consta de los colores de la bandera nacional. La usa el presidente de Costa Rica, en su período de cuatro años.

#### Ecuador
En Ecuador, la banda presidencial es el principal símbolo de la presidencia de la República. La usa el presidente del Ecuador como símbolo de su dignidad en la ceremonia de su investidura, en sus mensajes a la Asamblea Nacional y en ceremonias militares. Consiste en una banda de terciopelo, bordada a mano, con hilo de oro y que se elabora con los colores de la bandera de Ecuador. En el centro luce un escudo nacional. Sin embargo, su principal detalle es el lema «Mi Poder en la Constitución», escrito a lo largo de la Banda, del que carecen otras bandas de la región. El presidente de Ecuador Gabriel García Moreno, se retrató con una banda que tenía bordados dorados en los filos. Tras su asesinato, la banda celeste fue colocada en su cadáver embalsamado, que vestido con uniforme de general en jefe presidió sus propios funerales, el 7 de agosto de 1875 en la Catedral Metropolitana de Quito.

#### El Salvador
La banda presidencial de El Salvador fue creada en 1858 bajo el mando del general Gerardo Barrios, la banda solo se puede usar para el presidente en cargo por cinco años. 

#### México
En México, el presidente de la República usa la banda presidencial durante la ceremonia que conmemora el Grito de Dolores, cada 15 de septiembre, en el Palacio Nacional de México. La usa también en la ceremonia de su investidura y en la presentación de cartas credenciales de los embajadores extranjeros.

#### Panamá
El presidente de Panamá usa la banda presidencial que tiene los colores de la Bandera Nacional.

#### Paraguay
La banda presidencial de Paraguay fue creada en 1841 por su primer presidente, Carlos Antonio López. Al asumir el poder, el expresidente de Paraguay Fernando Lugo pidió a las monjas de un convento en la ciudad ecuatoriana de Guaranda que elaboraran su banda presidencial.

#### República Dominicana
En la República Dominicana, la banda presidencial fue instaurada por Pedro Santana en 1853, luego dejó de ser ocupada, en 1880 se usó nuevamente por el presidente Fernando Arturo de Meriño. La banda tiene los colores de la bandera dominicana, al asumir el presidente Leonel Fernández en 1996 se agregó un borde dorado a la banda.

#### Surinam
La banda presidencial de Surinam es utilizada por el presidente de la República en actos oficiales, y consta de los colores de la bandera de Surinam, con el Escudo Nacional al centro.

#### Uruguay
En Uruguay, la banda presidencial fue utilizada por primera vez por el presidente constitucional general Máximo Santos en 1882. La creación de la banda se atribuye a Tulio Freire, integrante del gobierno.

#### Venezuela
En Venezuela se usa el tricolor diseñado por el generalísimo Francisco de Miranda. El general José Antonio Páez, al gobernar por tercera vez y siendo el primero en hacerlo en la naciente república, se colocó la banda presidencial como un fajín que le rodeaba la cintura. El expresidente Hugo Chávez aprovechó su segunda reelección en 2006 para colocarse la banda presidencial descansando en el hombro izquierdo, para así indicar que era un gobierno izquierdista y diferenciarlo miméticamente del período anterior (2001-2007), por lo que se esperaba que en su tercer período quizás imitara el gesto de José Antonio Páez. La banda presidencial de Venezuela llevaba los colores amarillo, azul y rojo y el escudo nacional en el centro, al tomar posesión Nicolás Maduro se le agregaron a la banda las ocho estrellas de la bandera nacional.

### África

#### Guinea Ecuatorial
El presidente de Guinea Ecuatorial, Teodoro Obiang, ha utilizado una banda de colores morado y blanco, con bordes amarillo, rojo y negro, en algunos actos oficiales.

#### Túnez
El primer presidente de Túnez, Habib Burguiba, usó una banda blanca con bordes rojos, y tres franjas rojas en el centro, en sus retratos oficiales.

#### Benín
El presidente de Benín ha usado una banda de color rojo, con un centro verde, amarillo y rojo, en su juramentación y sus retratos oficiales.

### Europa

#### Francia
En Francia, los presidentes de la República usaron para sus retratos oficiales la banda de color rojo de la Legión de Honor. La costumbre fue abandonada a principios de los años 1980. El expresidente François Hollande, no usó ninguna banda.

## Galería

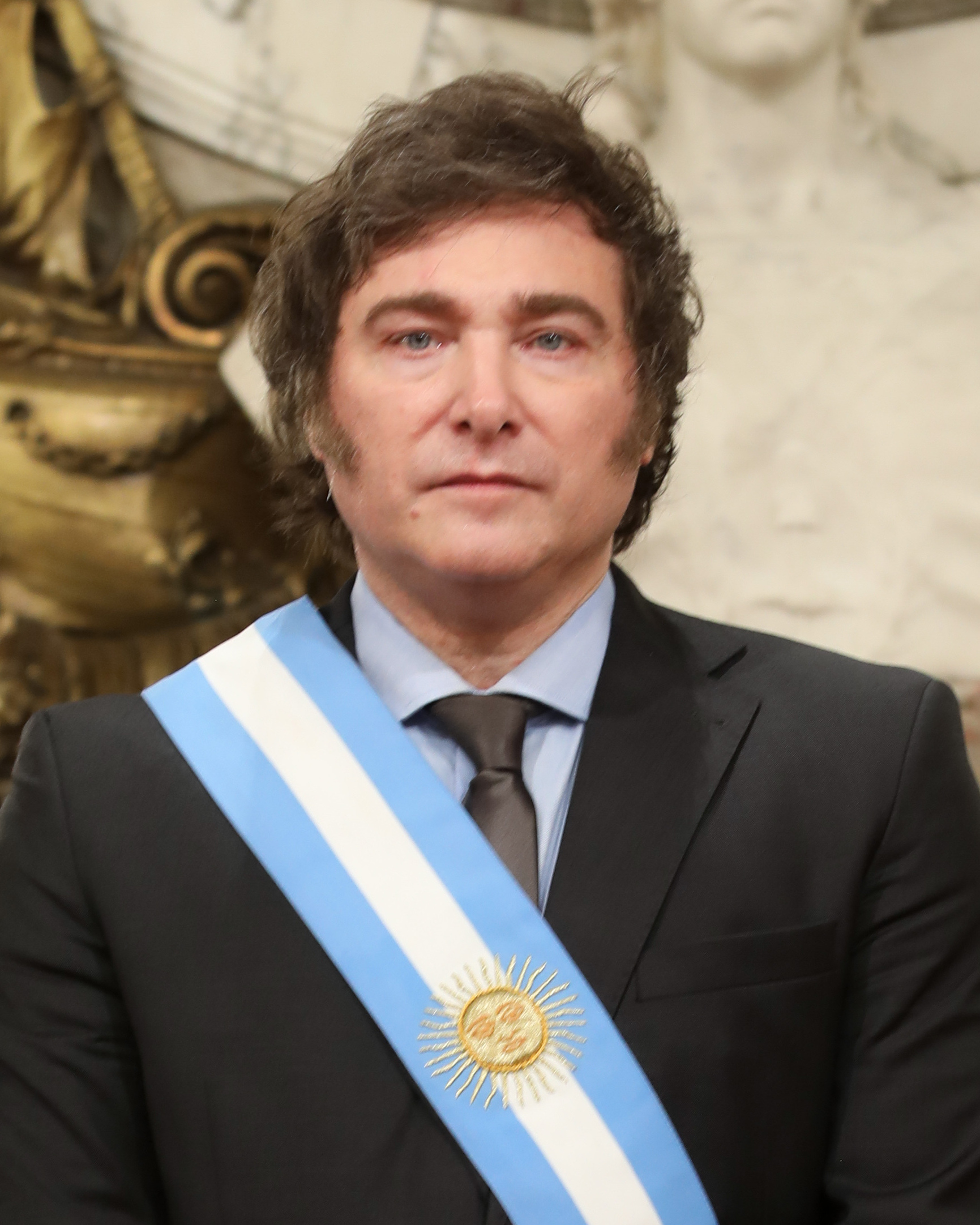
Javier Milei, presidente de la Nación Argentina, 2023-presente
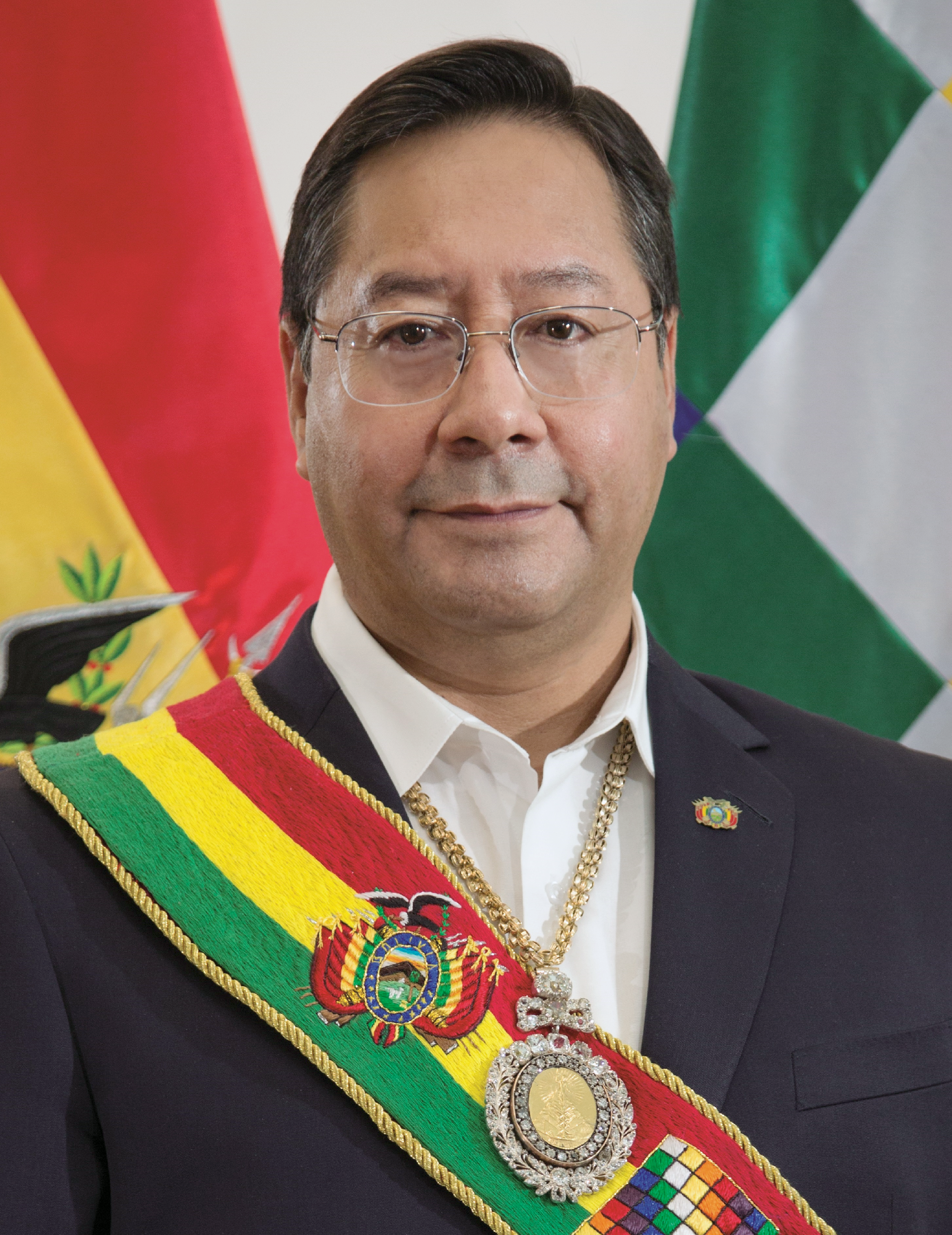
Luis Arce, presidente del Estado Plurinacional de Bolivia, 2020-presente
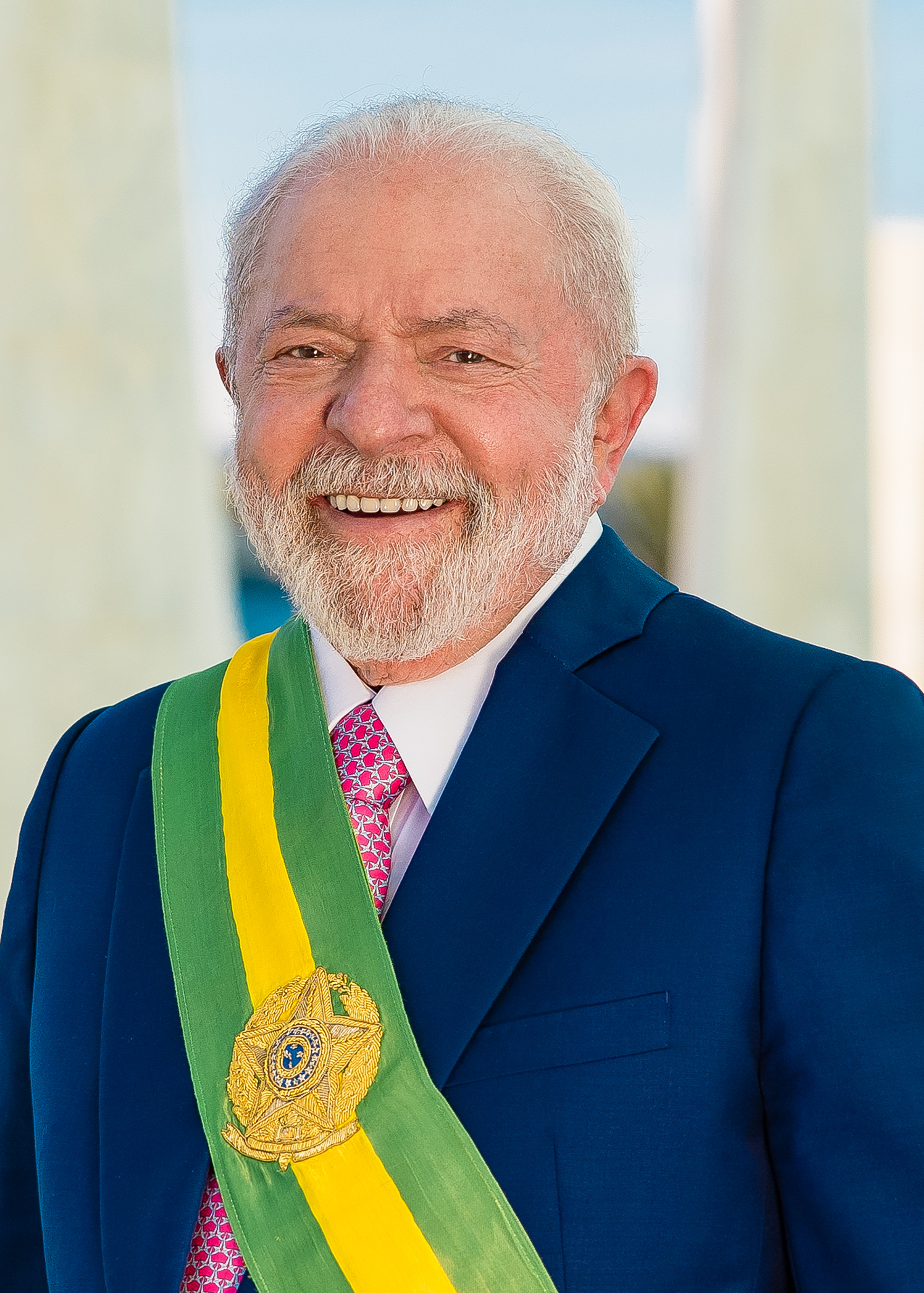
Lula da Silva, presidente de la República Federativa del Brasil, 2023-presente
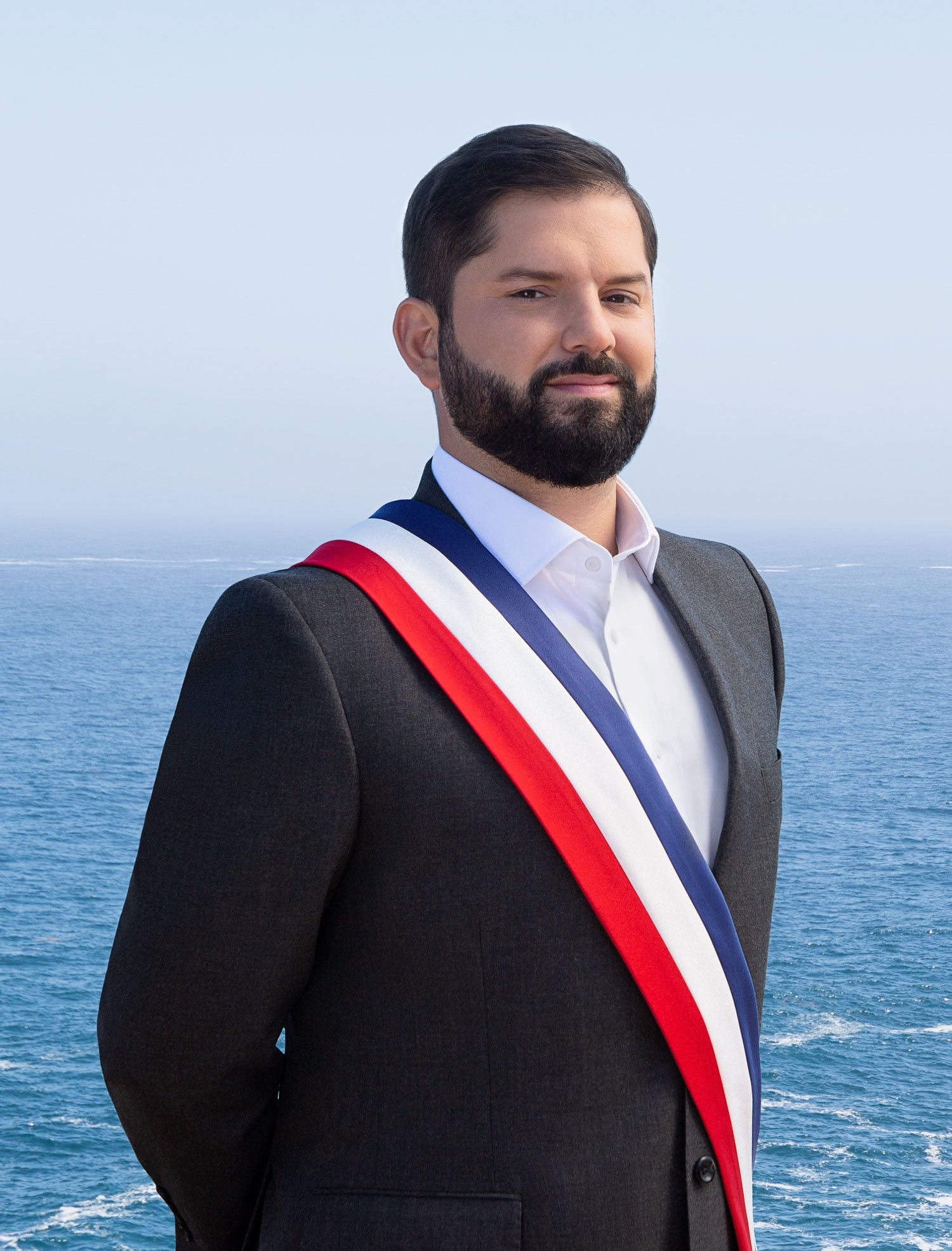
Gabriel Boric, presidente de la República de Chile, 2022-presente
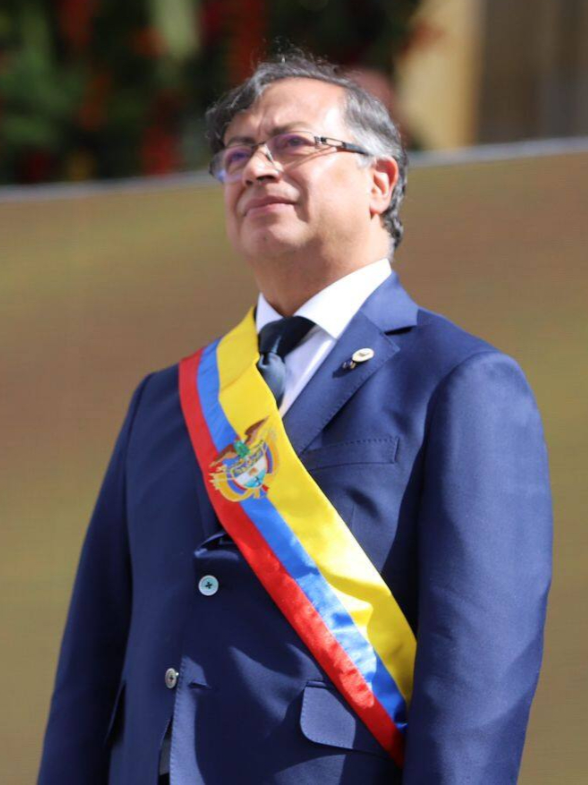
Gustavo Petro, presidente de la República de Colombia, 2022-presente
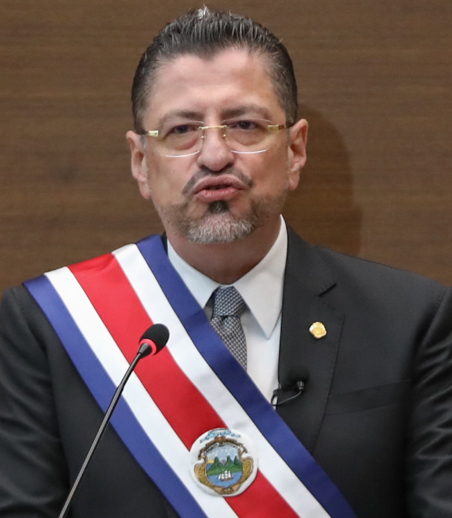
Rodrigo Chaves, presidente de la República de Costa Rica, 2022-presente
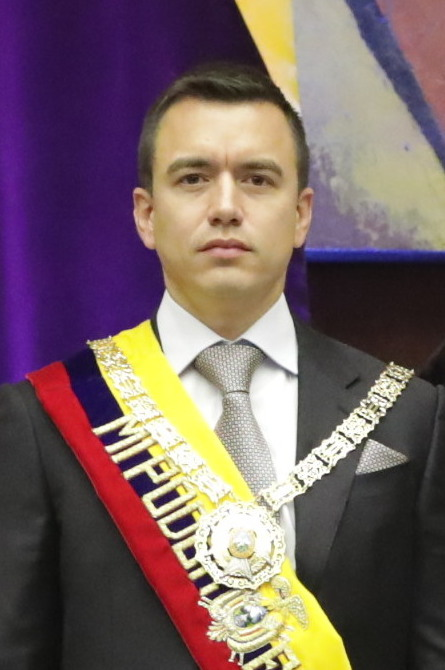
Daniel Noboa, presidente de la República del Ecuador, 2023-presente
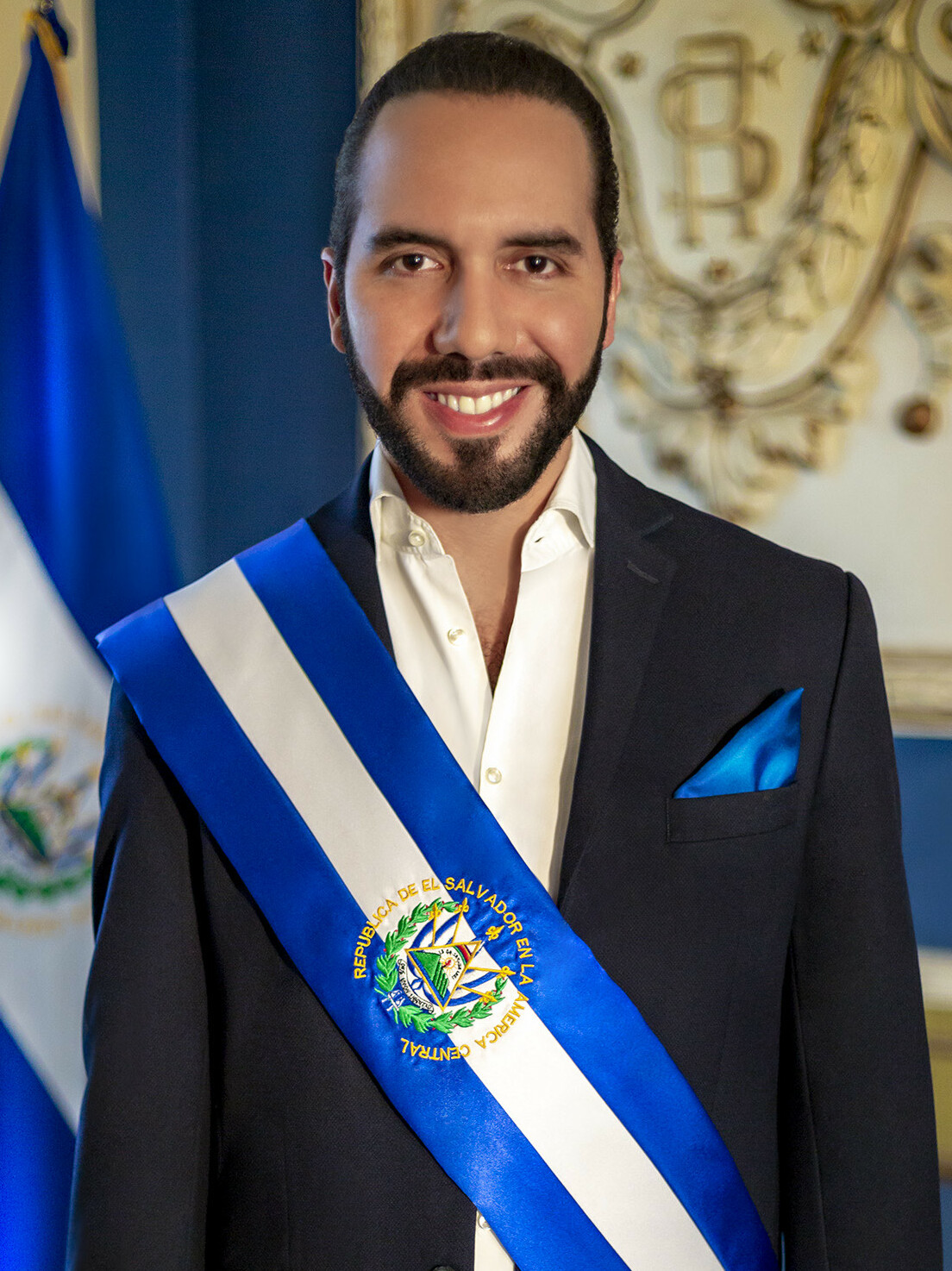
Nayib Bukele, presidente de la República de El Salvador, 2019-presente
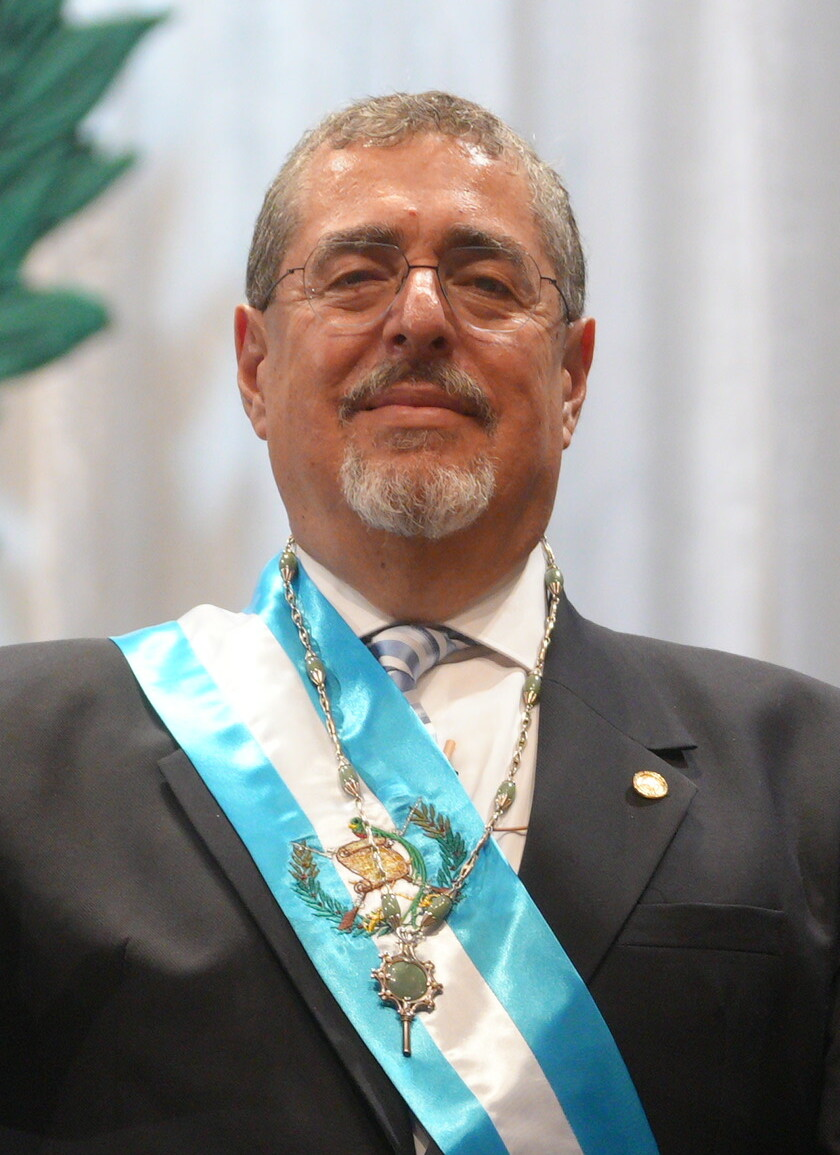
Bernardo Arévalo, presidente de la República de Guatemala, 2024-presente
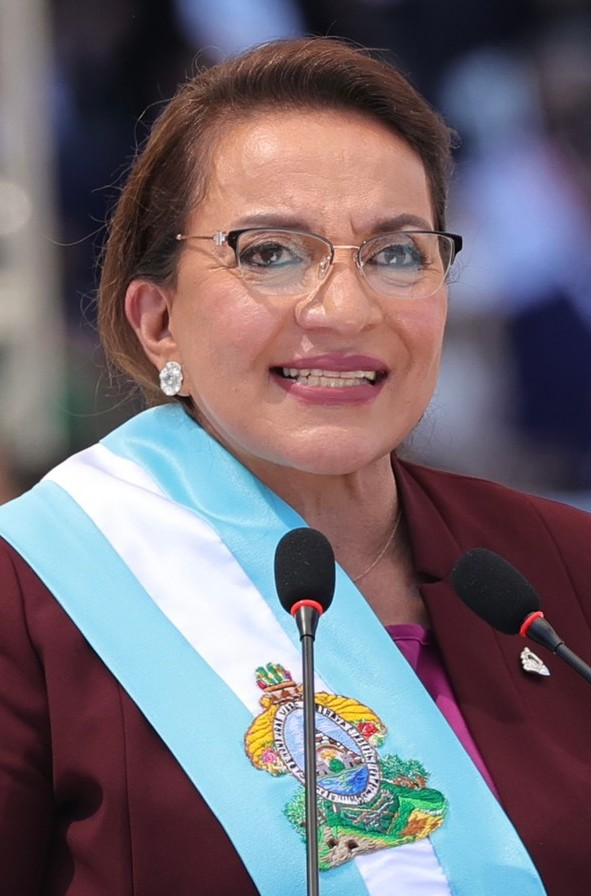
Xiomara Castro, presidenta de la República de Honduras, 2022-presente
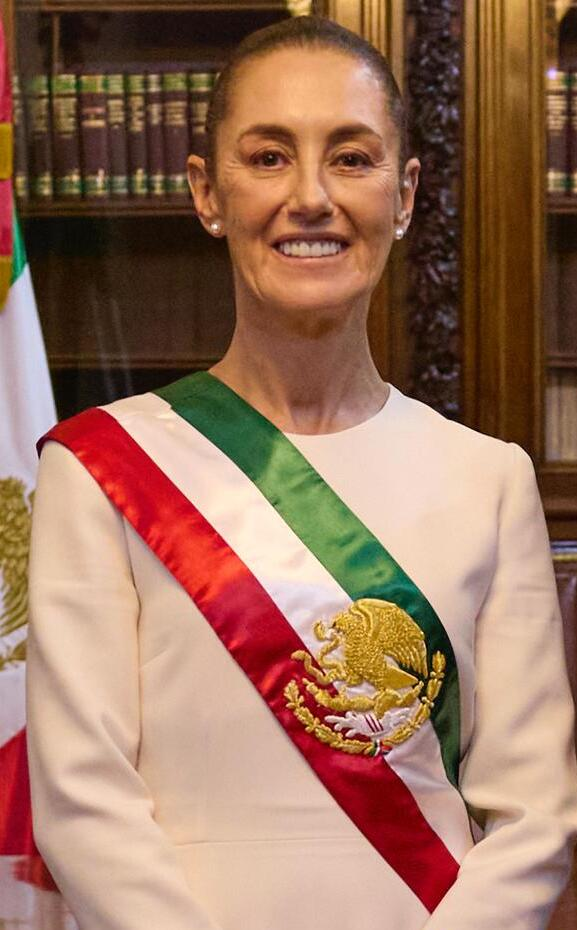
Claudia Sheinbaum, presidenta de los Estados Unidos Mexicanos, 2024-presente
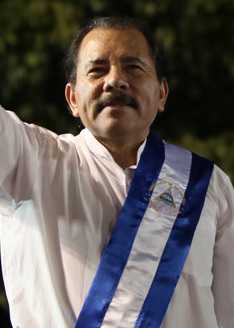
Daniel Ortega, presidente de la República de Nicaragua, 2007-presente
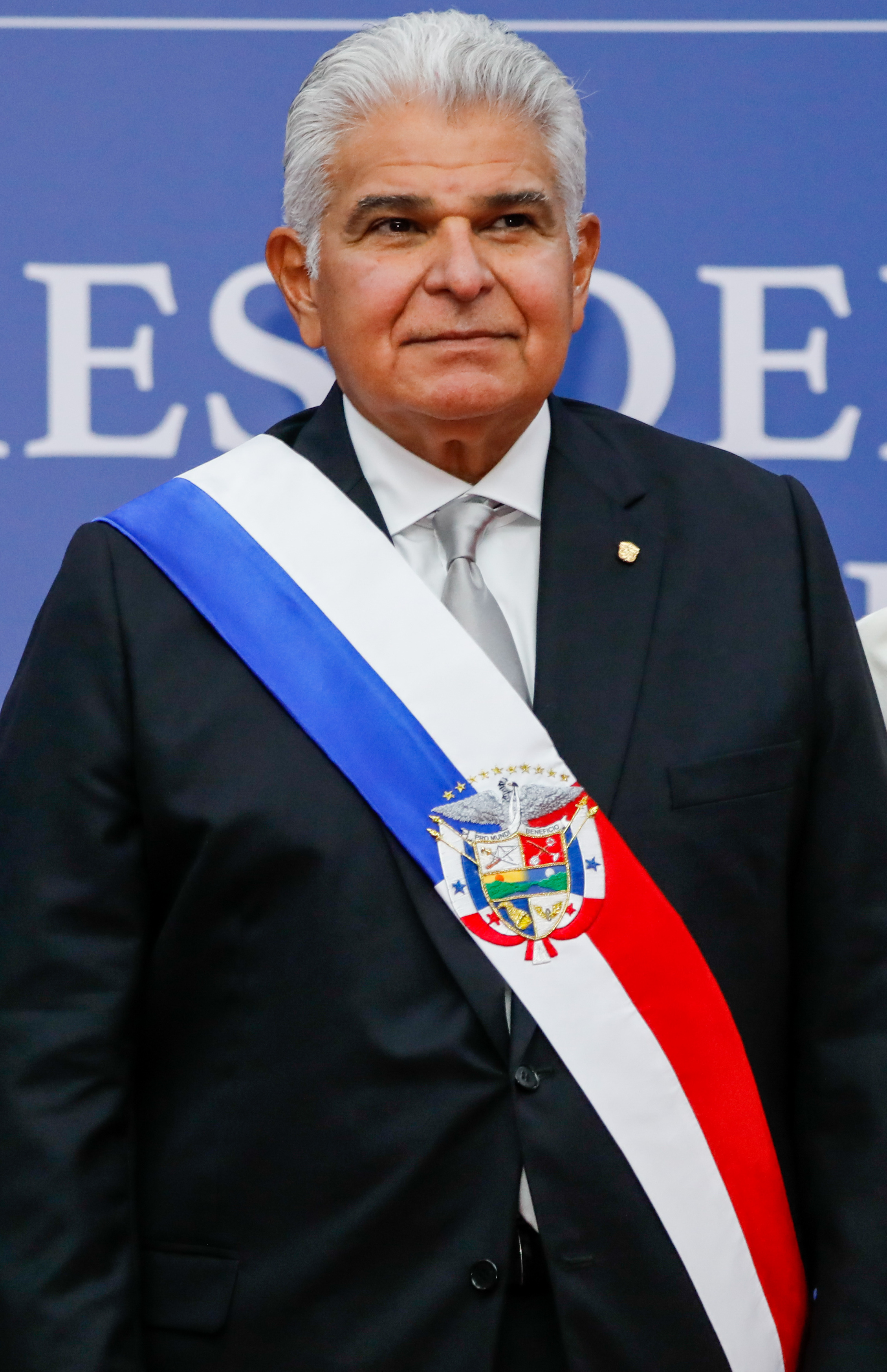
José Raúl Mulino, presidente de la República de Panamá, 2024-presente
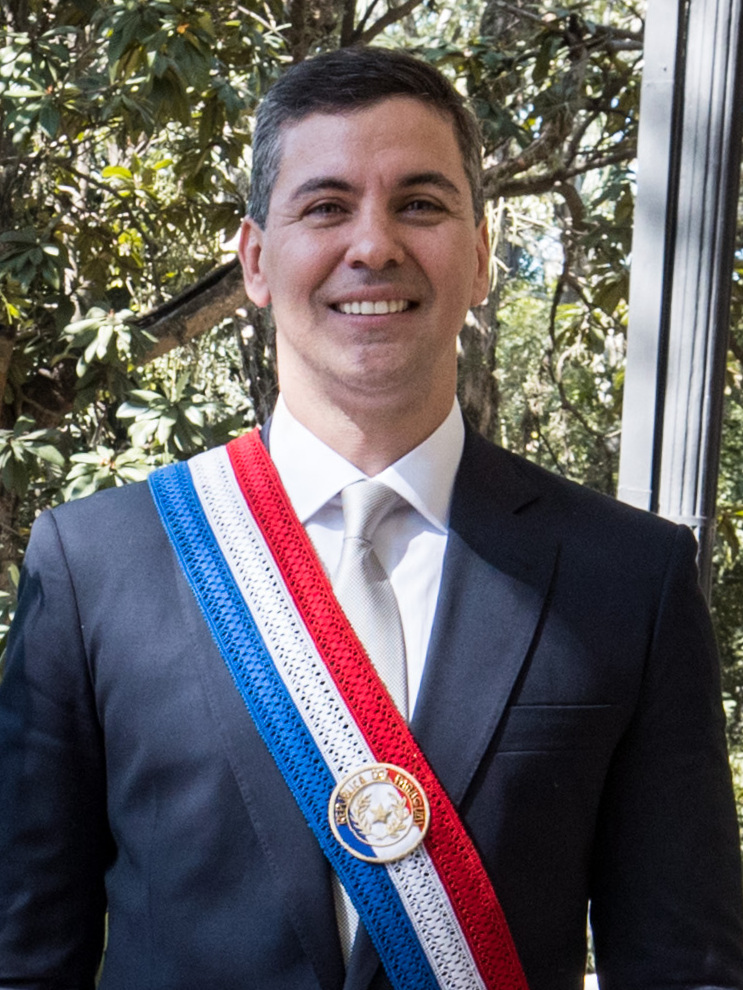
Santiago Peña, presidente de la República del Paraguay, 2023-presente
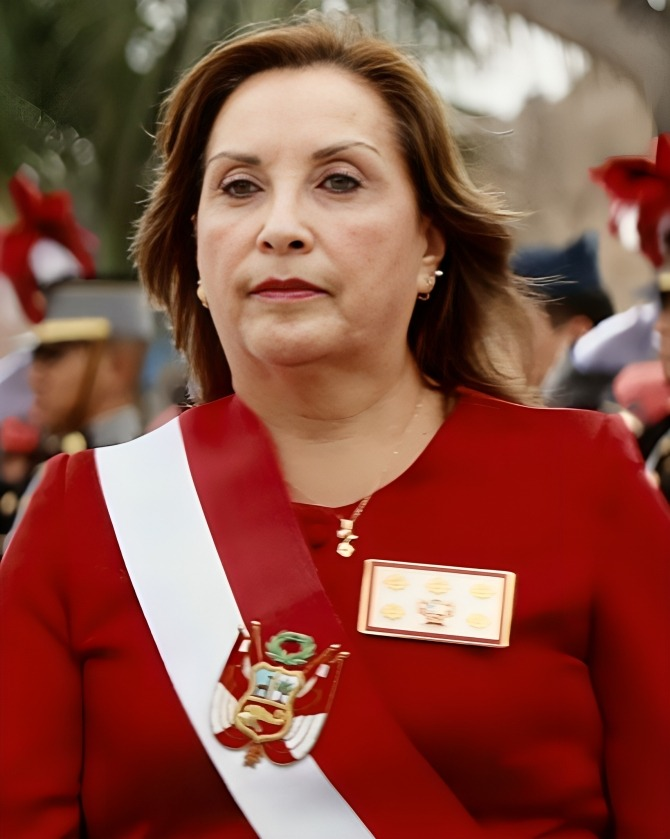
Dina Boluarte, presidenta de la República del Perú, 2022-presente
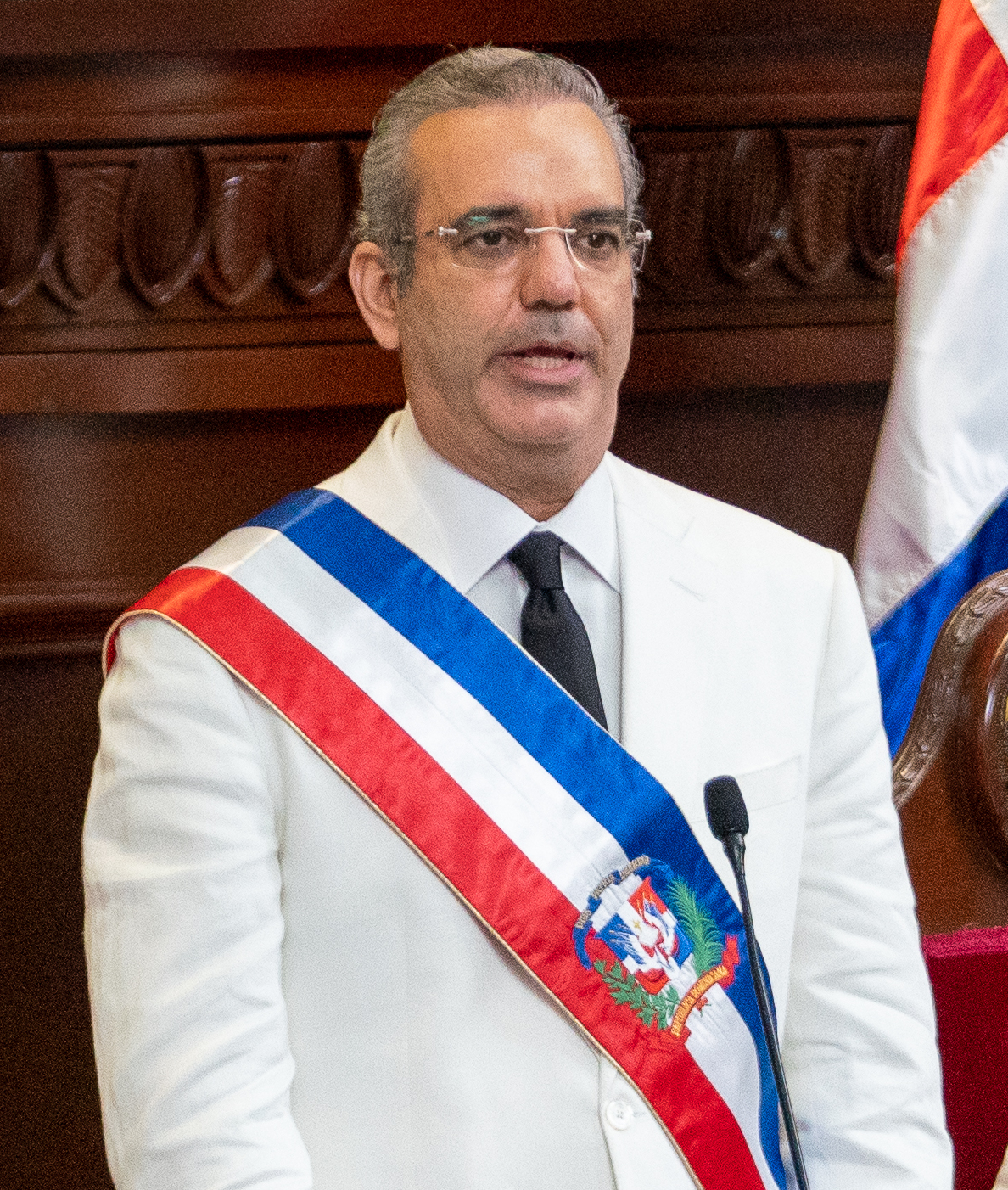
Luis Abinader, presidente de la República Dominicana, 2020-presente
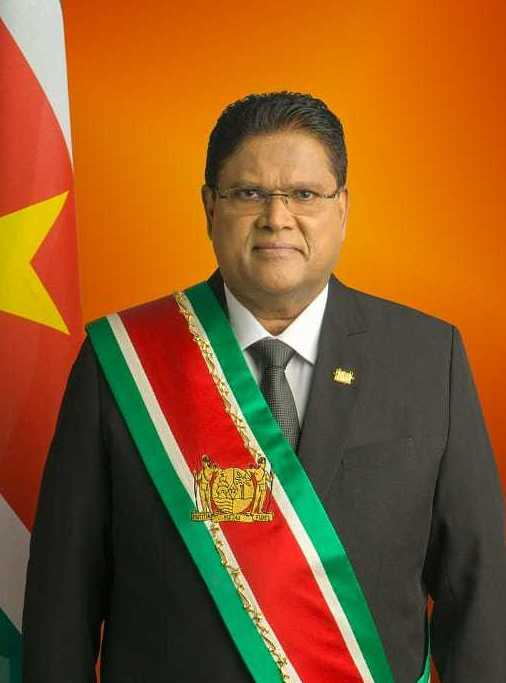
Chan Santokhi, presidente de la República de Surinam, 2020-presente
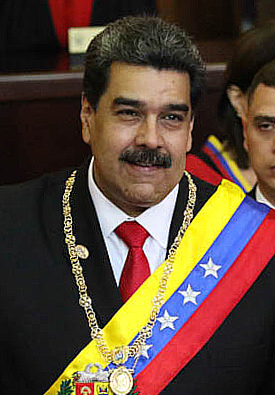
Nicolás Maduro, presidente de la República Bolivariana de Venezuela, 2013-presente